# Marmosa tyleriana
Marmosa tyleriana är en pungdjursart som beskrevs av George Henry Hamilton Tate 1931. Marmosa tyleriana ingår i släktet dvärgpungråttor och familjen pungråttor. IUCN kategoriserar arten globalt som otillräckligt studerad. Inga underarter finns listade.
Pungdjuret förekommer i södra Venezuela i bergstrakter som är 1 300 till 2 200 meter höga. Arten vistas där i fuktiga skogar, till exempel vid platåberget Tepuis.
Arten når en kroppslängd (huvud och bål) av 11 till 13 cm och en vikt av 30 till 56 g. Därtill kommer en lång och smal svans som kan användas som gripverktyg. Huvudet kännetecknas av stora ögon, stora öron, långa morrhår och en mörk region kring ögonen som påminner om en ansiktsmask. Marmosa tyleriana har mörkbrun päls på ovansidan och ljusbrun till grå päls vid buken. Arten skiljer sig från andra dvärgpungråttor i avvikande detaljer av skallens konstruktion.
Levnadssättet antas vara lika som hos andra dvärgpungråttor.